# Hofstetten (Hilpoltstein)

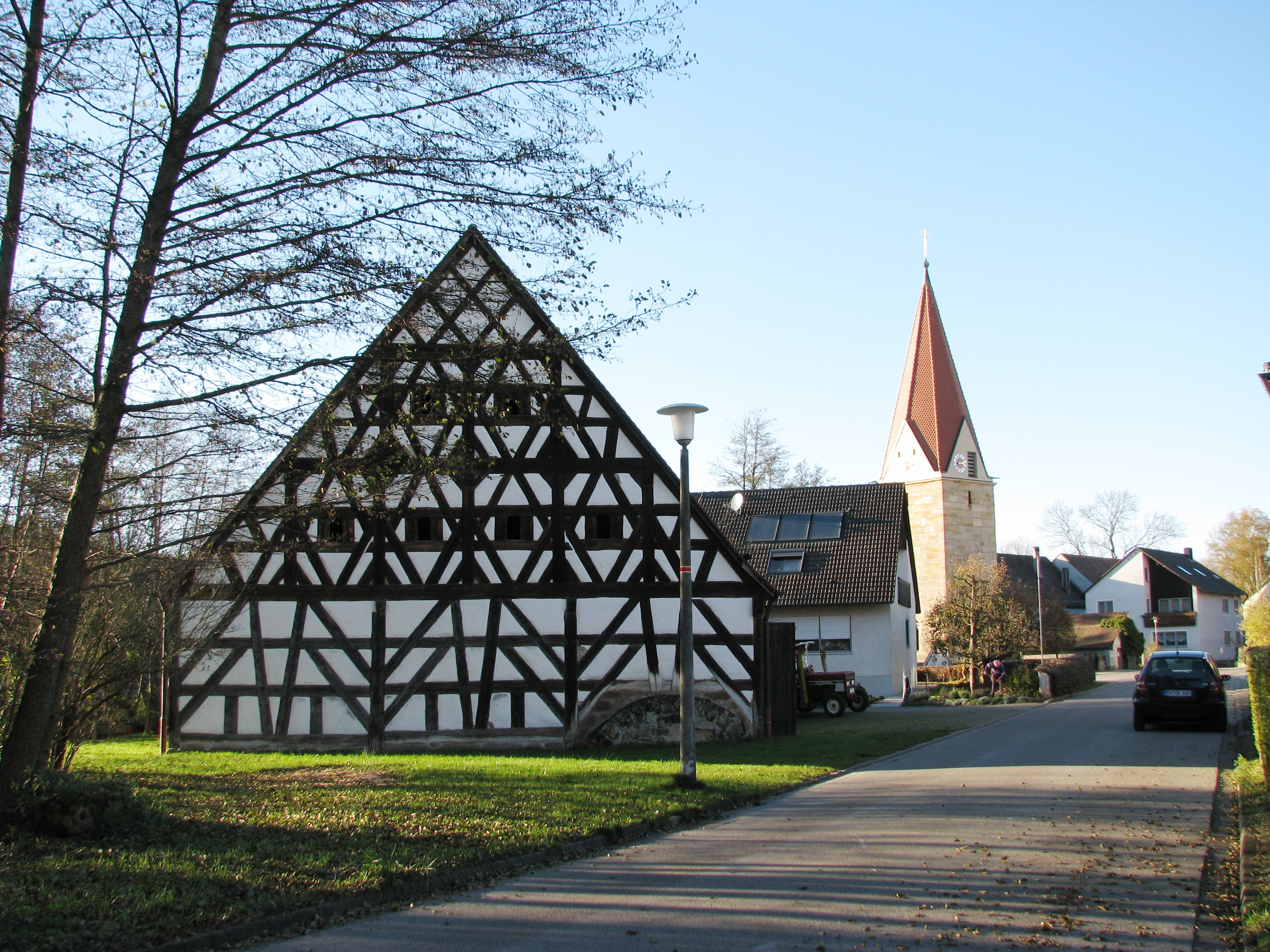
Fachwerkstadel in der Nähe der Kirche

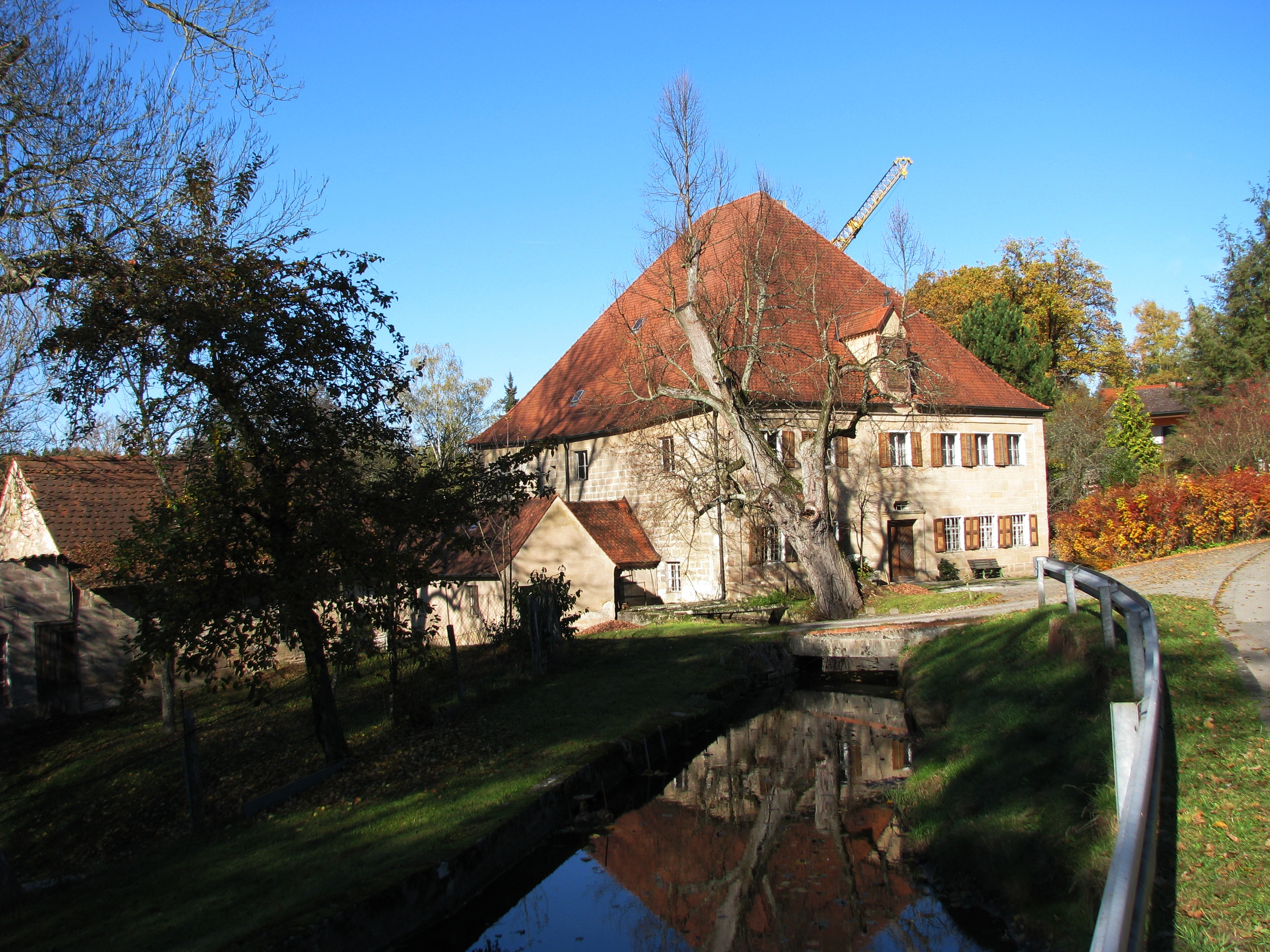
Ehemalige Mühle von ca. 1750

Hofstetten ist ein Gemeindeteil der Stadt Hilpoltstein im Landkreis Roth (Mittelfranken, Bayern). Die Gemarkung Hofstetten hat eine Fläche von 9,651 km². Sie ist in 1658 Flurstücke aufgeteilt, die eine durchschnittliche Flurstücksfläche von 5820,86 m² haben. In ihr liegen neben dem namensgebenden Ort die Gemeindeteile Fuchsmühle, Marquardsholz, Paulusmühle und Schweizermühle.

## Lage
Das Kirchdorf liegt ca. zwei Kilometer südwestlich des Zentrums von Hilpoltstein an der Oberen Roth, eines Nebenflusses der Rednitz, der westlich am Ort entlang fließt. Gemeindeverbindungsstraßen führen nach Hilpoltstein, Seitzenmühle und zur Staatsstraße 2225.
Die Dorfflur ist 694 Hektar groß.

## Geschichte
1142 ist Hofstetten erstmals urkundlich erwähnt, als bei der Stiftung des Zisterzienserklosters Walderbach bei Roding dieses von Otto I., Burggraf von Regensburg, unter anderem mit dem ganzen Dorf „Hovesteden“ ausgestattet wurde, nämlich mit 15 Höfen und drei Mühlen. Während die Abgaben der Höfe dem Kloster zuflossen, hatten die Herren von Stein nur die hohe Gerichtsbarkeit inne, wofür Hofstetten eine jährliche Schutzgebühr zu entrichten hatte. Für Schuldensachen war ein vom Kloster bestimmter Richter, zumeist der Dorfmüller, zuständig. Die Einnahmen der Zollstation von Hofstetten – die Zolltafel ist auf einer Karte von 1604 eingezeichnet – kamen ebenfalls dem Kloster zugute. Seit dem 14. Jahrhundert gab es immer wieder Auseinandersetzungen zwischen Hilpoltstein und dem Kloster, da die Flur Hofstettens bis an die Stadtmauer Hilpoltsteins reichte (bei der Stadtgründung war deren Gebiet aus der Gemarkung Hofstettens als Eichstätter Lehen herausgeschnitten worden) und Hilpoltstein Holz- und Weiderechte Hofstettens verletzte. Das Kloster ließ deshalb im 14. und 15. Jahrhundert mehrmals kaiserliche und herzogliche Schutzbriefe für Hofstetten ausstellen. Mit der Verpfändung des pfalz-neuburgischen Amtes Hilpoltstein 1542 an die Reichsstadt Nürnberg und der Durchführung der Reformation endete die Bindung Hofstettens an das Kloster.
Die Grundherrschaft des Klosters war nicht gleichbedeutend mit der kirchlichen Herrschaft. Zunächst Filiale der Urpfarrei Laibstadt, wurde Hofstetten 1480 Filiale mit Tauf- und Friedhofsrecht der in diesem Jahr errichteten Pfarrei Zell. 1491 wurde für die Filiale eine Frühmesse gestiftet. Von Nürnberg aus 1542 protestantisch geworden, erfolgte nach der Pfandauslösung des Amtes Hilpoltstein durch Pfalz-Neuburg im Jahr 1578 auch in Hofstetten ab 1626 die Rückkehr zum alten Glauben. 1907 erfolgte die Umpfarrung Hofstettens von Zell nach Hilpoltstein. Die Pfarrmatrikel für Hofstetten setzen 1596 ein.
1720 wurde in einem Vergleich zwischen der kurpfälzischen Regierung in Mannheim und dem Abt des 1556 aufgelösten und 1669 wiedererrichteten Klosters Walderbach festgesetzt, dass die landesherrlichen Rechte dem Kurfürsten, die Hofmarksrechte dem Abt zustehen. Hierbei wurden die beiderseitigen Kompetenzen genau spezifiziert. 1722 klagte die Gemeinde Hofstetten mit einer Klage beim Reichshofrat gegen das neue Besteuerungssystem von zwei Seiten – Kurfürstentum und Kloster. Bis zum Ende des Alten Reiches war die Angelegenheit für die Gemeinde Hofstetten, bestehend aus 17 Höfen und der Schweizermühle sowie der Paulusmühle, nicht entschieden. Unter dem gemeinsamen Dach des neuen Königreichs Bayern (1806) war eine Lösung der Streitfrage mehr nötig.
Im Königreich Bayern wurde Hofstetten dem Steuerdistrikt Hilpoltstein unterstellt. Als mit dem Gemeindeedikt von 1818 die Gemeinde Hofstetten entstand, gehörten ihr neben Hofstetten selber das Dorf Marquardsholz, die – später abgegangene – Einöde Schrötzenhof (1717: Schrotenhof) und die Fuchsmühle sowie die Schweizermühle an; die Paulusmühle, 1818 im Steuerdistrikt Heuberg, kam vor 1867 wieder zur Gemeinde Hofstetten.
1860 erbaute die Gemeinde ein neues Schul- und Mesnerhaus in Hofstetten. 1861 hatte die Gemeinde mit ihren sechs Ortsteilen (Hofstetten, Fuchsmühle, „Marquardstein“, Paulusmühle, Schweizermühle und „Schotermühle“ – 1875: „Schobermühle“; 1904 amtlich nicht mehr genannt) 208, in Hofstetten selber 134 Einwohner. 1875 gab es in der Gemeinde insgesamt 200 Einwohner, elf Pferde, 202 Stück Rindvieh, und 35 Schweine. In Hofstetten selber lebten 125 Personen mit einem Großviehbestand von vier Pferden und 134 Stück Rindvieh. 1900 war die Gemeindeeinwohnerschaft auf 158 abgesunken; als Viehbestand zählte man 14 Pferde, 181 Stück Rindvieh, 109 Schweine und drei Ziegen. Das Dorf Hofstetten wies nur noch 92 Einwohner auf. Im Laufe des 20. Jahrhunderts nahm die Einwohnerzahl wieder zu, nach dem Zweiten Weltkrieg insbesondere ab den 1960/70er Jahren geradezu sprunghaft.
Am 1. Januar 1972 wurde die Gemeinde Hofstetten (1961: 276 Einwohner) zusammen mit ihren Gemeindeteilen Fuchsmühle, Marquardsholz, Paulusmühle und Schweizermühle in die Stadt Hilpoltstein eingegliedert.
1979 wurde die Dorf- und Flurerneuerung zum Abschluss gebracht und aus diesem Anlass ein Jurastein mit Gedenktafel aufgestellt. 1992 war das Dorf, das jahrhundertelang um die 20 Anwesen zählte, auf 178 Wohngebäude angewachsen.

## Einwohnerentwicklung
(nur das Dorf Hofstetten)
- 1818: 095 (22 „Feuerstellen“ = Herdstätten/Anwesen; 22 Familien)[20]
- 1836: 116 (18 Häuser)[21]
- 1861: 134 (42 Gebäude einschließlich der Kirche)[14]
- 1871: 125 (58 Gebäude)[15]
- 1900: 092 (20 Wohngebäude)[16]
- 1937: 131 (darunter 5 Protestanten)[22]
- 1950: 149 (22 Anwesen)[23]
- 1961: 211 (43 Wohngebäude)[17]
- 1970: 393[24]
- 1987: 683 (190 Wohngebäude, 229 Wohnungen)[25]

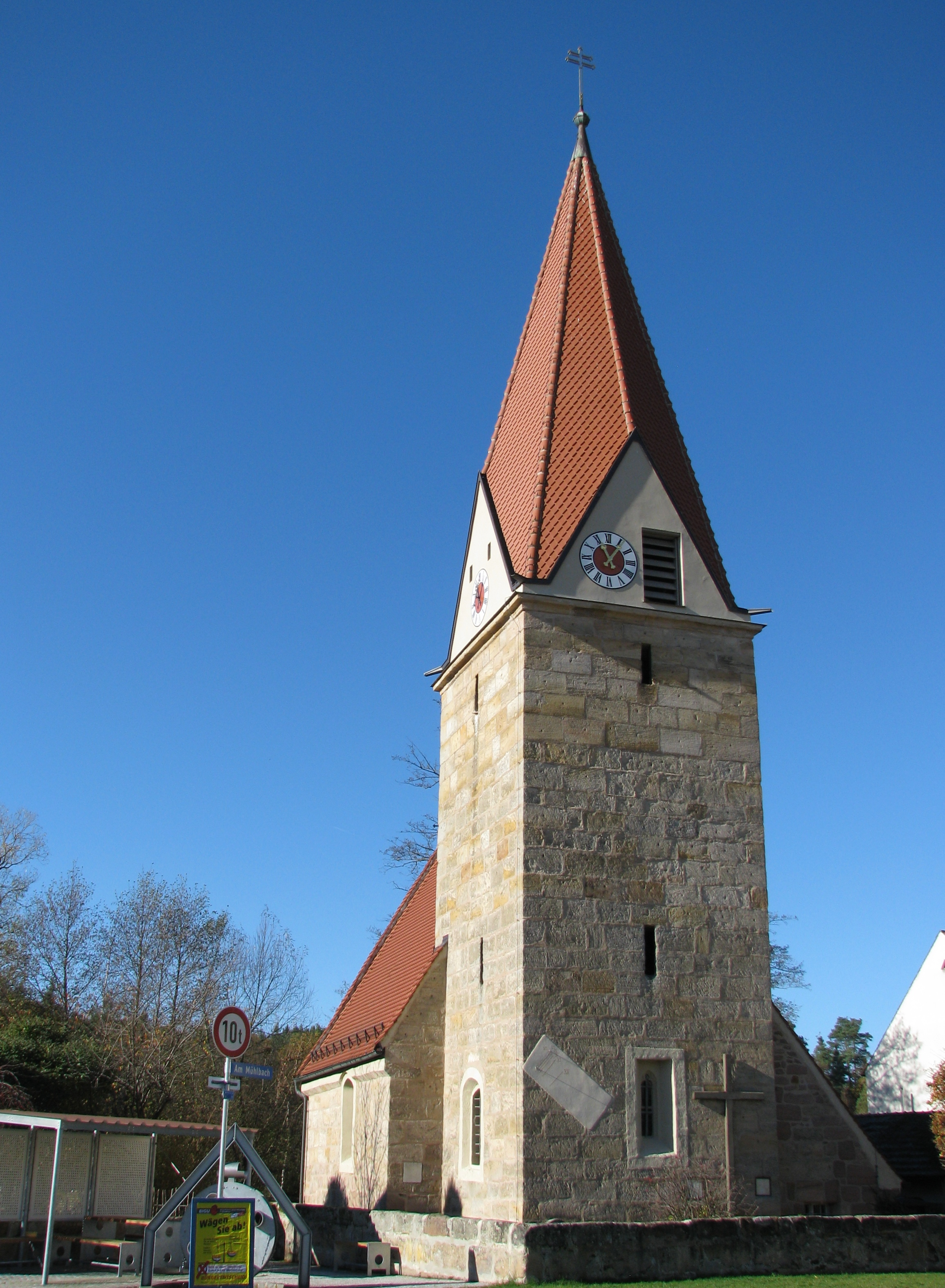
Katholische Kirche von Hofstetten

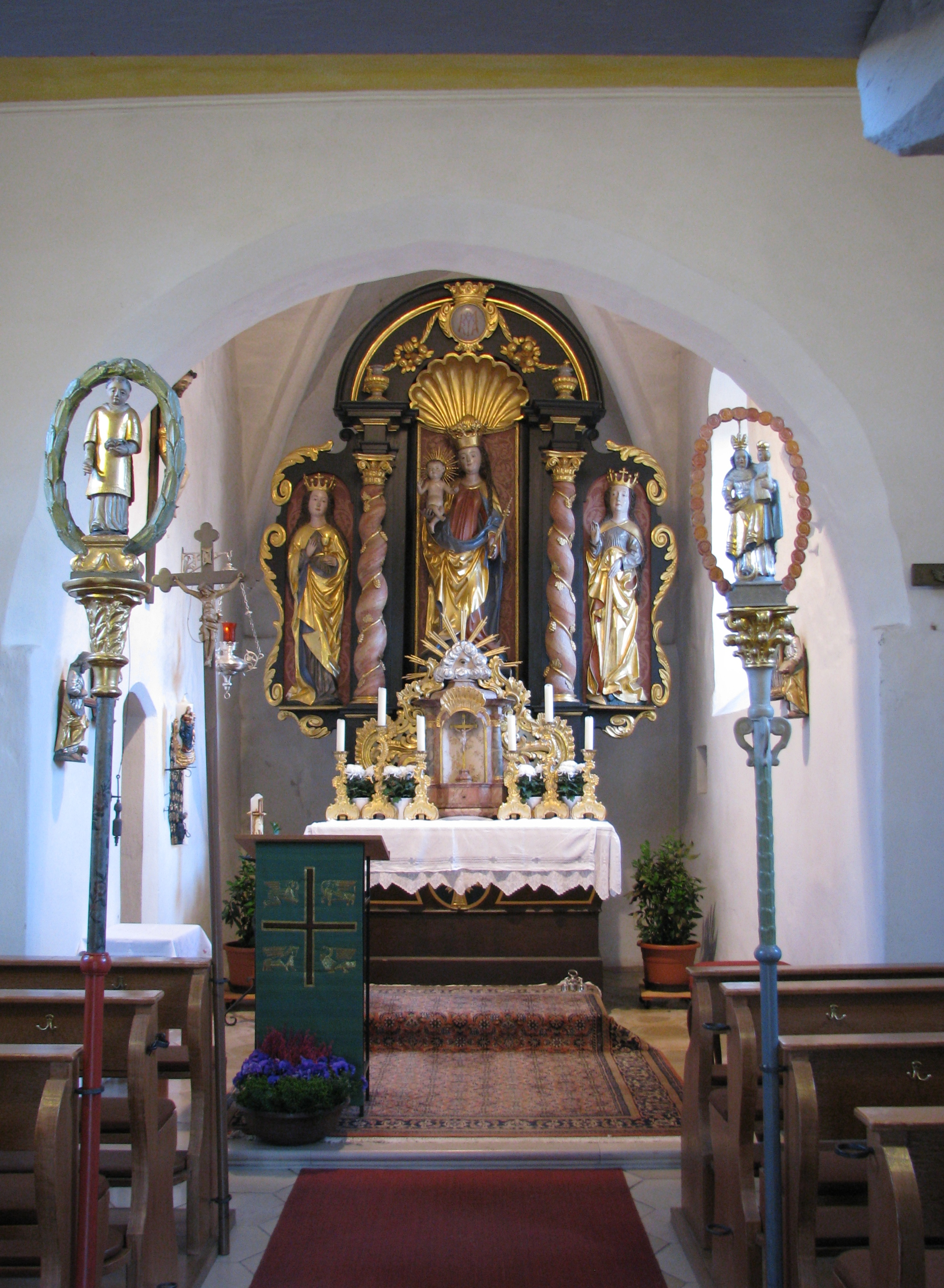
Katholische Kirche von Hofstetten, Blick zum Altarraum

## Katholische Filialkirche „Mariä Verkündigung“
Die aus Sandsteinquadern aufgeführte Chorturmkirche aus der Zeit der Gotik (14. Jahrhundert), vielleicht im Auftrag des Klosters Walderbach errichtet, hat einen Turm über quadratischem Grundriss und vier Dreiecksgiebeln und achtseitigem Spitzturm. 1937 hingen im Turm zwei Glocken von 1683 von der Fa. Schelchshorn in Neuburg an der Donau. 1737 wurde die Weißdecke neu aufgeführt und von Hans Georg Eder mit Bandwerkstuck versehen. Der barocke Altar (um 1650) mit zwei gewundenen Säulen zeigt die Figur der Muttergottes und Reliefs der hl. Barbara und der hl. Katharina, wohl aus einem ehemaligen Flügelaltar des 15. Jahrhunderts stammend.

## Baudenkmäler
Mit der Kirche gelten als Baudenkmäler die 200 Jahre alte sanierte „Engerlingsscheune“, eine Mühle aus der Mitte des 18. Jahrhunderts, ein Wohnstallhaus vom Anfang des 18. Jahrhunderts und das seit 1604 kartierte Brunnenstubenhäuschen am Kränzleinsberg, Teil der historischen Wasserversorgungsanlage Hilpoltsteins.

## Vereine
- Freiwillige Feuerwehr, gegründet 1881
- Obst- und Gartenbauverein
- Heimat- und Naturfreunde
- Sportfreunde Hofstetten e. V.

## Sonstiges
Beim internationalen Hofstettentreffen 2005 wurden im Dorf Gäste aus 14 gleichnamigen Gemeinden des In- und Auslandes beherbergt.
Vom 21.06-23.06.2019 fand das 18. internationale Hofstettentreffen statt.